# Kloster Mörmter
Das Franziskanerkloster Mörmter ist ein bestehendes Kloster der südbrasilianischen Provinz der Franziskaner in Mörmter bei Xanten.

## Geschichte

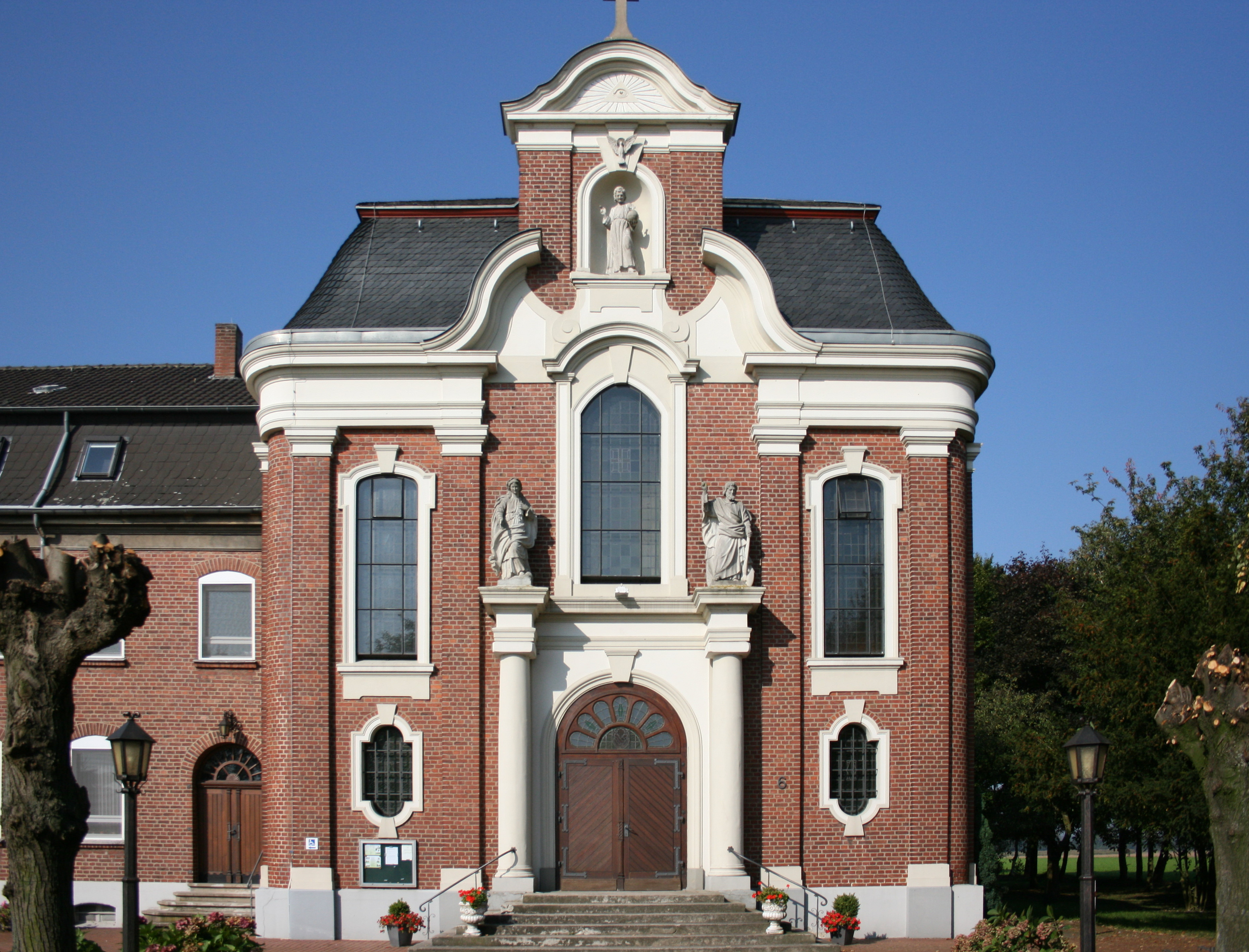
Das Kloster Mörmter

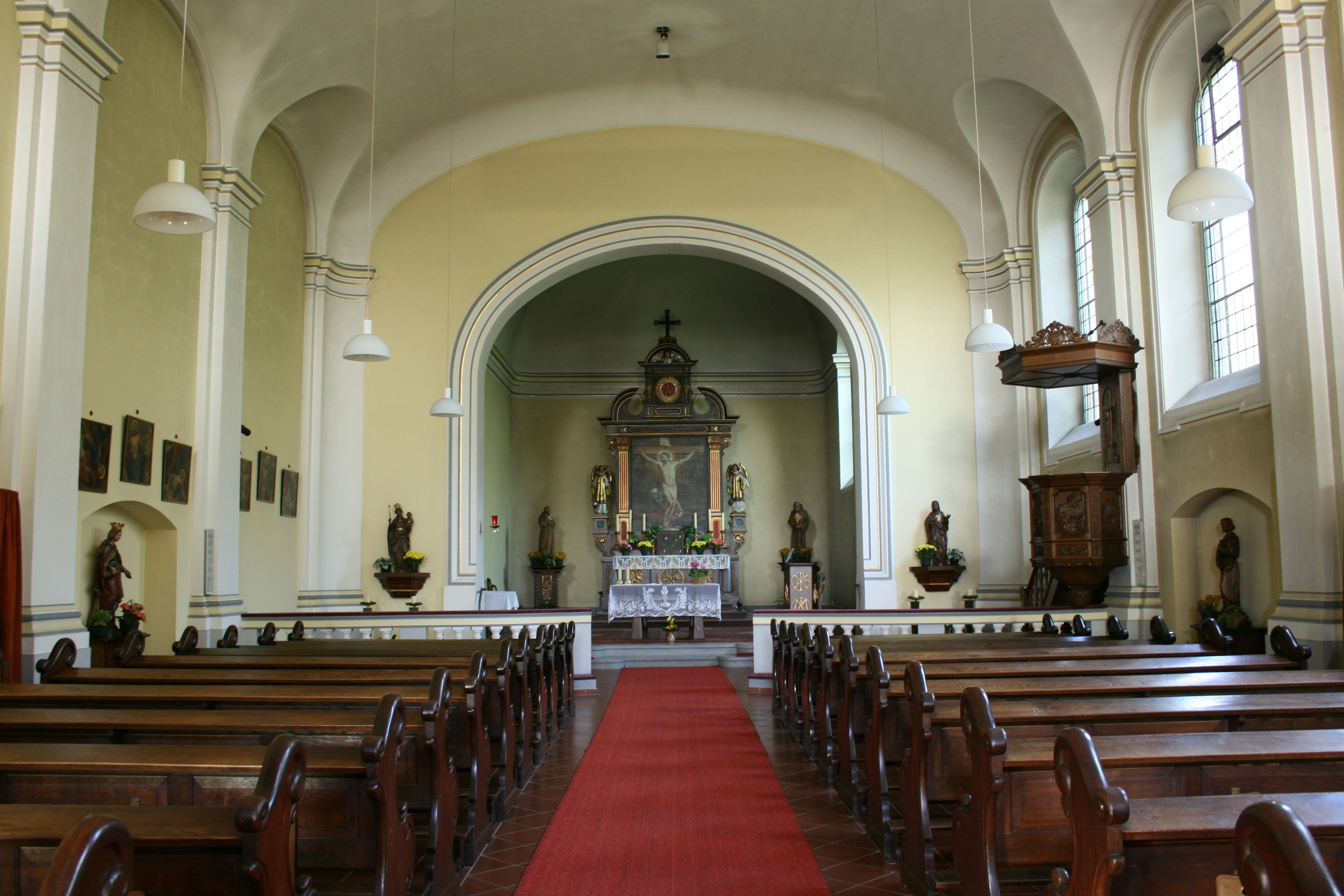
In der Klosterkirche

Als Franziskaner aus Dorsten zu Beginn des 20. Jahrhunderts das Recht zum Sammeln von Naturalien am Niederrhein erhielten, sollte ein Kloster im niederrheinischen Xanten gegründet werden. Die Übernahme der ehemaligen Kartause Xanten scheiterte jedoch am für das Karthaus verlangten Kaufpreis. Daraufhin boten die Bauern Beckmann, Seegers und Siebers 19 Morgen Land im Ortsteil Mörmter an. Am 31. Juli 1921 erfolgte die Grundsteinlegung zum Bau des Klosters durch die Provinzleitung; ab dem 23. November 1922 wurde das fertiggestellte Kloster Mörmter durch 7 Ordensangehörige bewohnt. Bald darauf wurden die Franziskaner in Mörmter durch den Bischof von Münster auch zur Seelsorge verpflichtet; in Absprache mit dem Propst des Xantener Viktorstifts wurden Taufen und Erstkommunionen durchgeführt sowie Ehen geschlossen. Die geplante Erweiterung des Klosters durch ein Exerzitienhaus wurde infolge des Schwarzen Freitags verworfen.
Während des Zweiten Weltkriegs wurde das Kloster für Einquartierungen der Wehrmacht zweckentfremdet. Im Herbst 1944 beschloss der Landrat sogar die Aufhebung des Klosters und die Übernahme der Gebäude durch das Militär. Die Durchführung dieses Beschlusses scheiterte jedoch am Widerstand des Bürgermeisters von Wardt, welchem Mörmter während der Zeit des Nationalsozialismus unterstand. Im Februar 1945 wurde das Kloster als Lazarett für beinahe 800 verwundete Soldaten genutzt. Im gesamten Verlauf des Krieges verstarben dort circa 80 Soldaten, welche auf dem Klostergelände beigesetzt wurden, bis es zusammen mit der Stadt Xanten im März 1945 durch alliierte Truppen eingenommen wurde. Im April 1945 wurde das Kloster erneut gegründet und anfangs durch 3 Ordensangehörige bewohnt; später erhöhte sich die Zahl der ständig dort lebenden Franziskaner auf 9. In den Nachkriegsjahren fanden dort auch Xantener Bürger Unterkunft, deren Häuser während der Bombardierung Xantens zerstört worden waren.
1977 wurde das Kloster Mörmter an die Franziskaner der südbrasilianischen Provinz überschrieben und diente den dortigen Ordensangehörigen seitdem als Alterswohnsitz. Da die Zahl der aus Brasilien übersiedelnden Ordensangehörigen jedoch zum Ende des 20. Jahrhunderts immer geringer ausfiel, wurde die Schließung des Klosters zu Beginn des Jahres 2007 durch die brasilianische Provinzialleitung angekündigt. Sowohl die Weiternutzung durch Franziskaner, die dann mit jüngeren Priestern aushilfsweise in die Seelsorge eingebunden werden sollen, als auch die vom neu gegründeten Förderverein Kloster Mörmter als eine von mehreren möglichen Optionen vorgeschlagene Nutzung durch Cenacolo gelten als mögliche zukünftige Nutzungsmöglichkeiten.
Seit 2009 wird das Kloster von der aus Brasilien stammenden katholischen Gemeinschaft Fazenda da Esperança genutzt.